# Alegenor
Alegenor (griechisch Ἀλεγήνωρ Alegḗnōr) ist eine Gestalt der griechischen Mythologie.
Er war ein Sohn des Itonos, Enkel des Boiotos und Vater des Klonios. Alegenor fiel als Verbündeter der Hellenen im Krieg um Troja.